# Смолино (Ковровский район)
Смолино — село в Ковровском районе Владимирской области России, входит в состав Ивановского сельского поселения.

## География
Село расположено в 13 км на юго-запад от центра поселения села Иваново и в 42 км на юг от райцентра города Ковров.

## История
Первое упоминание о Смолино датировано 1628 годом. В книгах патриаршего казённого приказа отмечена деревянная церковь с престолом во имя святителя и чудотворца Николая в поместье Моисея Плещеева. Сколько времени простоял Никольский храм, и по какой причине он был упразднён – неизвестно. В XVIII столетии упоминается уже другая деревянная церковь с главным престолом во имя святителя Василия Великого и приделом во имя Архистратига Михаила. По учреждении Владимирской губернии в 1778 году, село Смолино вошло в состав Судогодского уезда. К тому времени оно принадлежало статскому советнику Ивану Семёновичу Любученинову и его жене Екатерине Михайловне. Следующим владельцем села стал поручик (позже штабс-капитан) Екатеринославского кирасирского полка Лев Александрович Щербачев, женившись на дочери И.С. Любученинова – Александре Ивановне, и получив Смолино за ней в приданое. 6 июня 1823 года смолинская церковь сгорела. Церковный староста крестьянин Михаил Лаврентьев и священник Порфирий Васильев направили епископу Владимирскому и Суздальскому Парфению (Черткову) прошение о разрешении строительства новой каменной церкви вместо сгоревшей деревянной. Вместе с церковной суммой и пожертвованиями прихожан на строительство выходило всего 537 рублей – сумма недостаточная для каменного строительства. Остальные расходы по возведению сельского храма обязалась взять помещица Александра Ивановна Щербачева, урождённая Любученинова «из собственного своего иждевения». Правда, вопреки обычаю строить каменные храмы в честь бывших деревянных, церковь села Смолино епископ Парфений повелел освятить в честь Вознесения Христова, а при ней два придела – Михаило-Архангельский и Никольский. К 1829 году каменную церковь окончили и освятили, как и было указано духовной консисторией, в честь Вознесения Христова. Однако предполагаемых приделов так и не было устроено ни тогда, ни позднее. В 1855 году в нескольких десятках метров к западу от Вознесенской церкви, на сельском кладбище купцами Добровольскими была выстроена небольшая каменная церквушка во имя Архистратига Михаила. В 1886 году эта тесная церквушка была расширена на средства всё того же представителя династии Добровольских – Василия Андреевича Добровольского, владельца Вознесенского стеклозавода. В конце XIX века в приходе Смолино числилось более 2800 человек. Такое необычайно большое количество прихожан обуславливалось находившимися рядом Вознесенской и Нечаевской хрустальными фабриками. 
В конце XIX — начале XX века село являлось центром Смолинской волости Судогодского уезда. С 1924 года в составе Клюшниковской волости Ковровского уезда.
Храмы Вознесения Христова и Архистратига Михаила закрыты решением облисполкома от 30 декабря 1939 года. Здания церквей долгое время использовались местным колхозом и даже «ремонтировались», меняя свой облик, пока не были заброшены.
С 1929 года и вплоть до 2005 года — центр Смолинского сельсовета в составе Ковровского района.

## Население
| 1859 | 1897 | 1905 | 1926 | 2002 | 2010 | 2021 |
| ---- | ---- | ---- | ---- | ---- | ---- | ---- |
| 514  | ↘509 | ↘415 | ↗534 | ↘387 | ↘377 | →377 |

## Современное состояние
На 2021 год на территории села работают: фельдшерско-акушерский пункт, Крестьянско-фермерское хозяйство А. Горюнова, две пилорамы, три магазина, МБДОУ Детский сад № 5 "Подсолнушек.", библиотека, Дом культуры.

## Достопримечательности
В селе находятся недействующие Церковь Вознесения Господня (1829) и Церковь Михаила Архангела (1855).